# Rozsudek (seriál, 1971)
Rozsudek je československý dramatický televizní seriál vzniklý v produkci Československé televize, která jej také v roce 1971 vysílala. Šestidílný seriál natočil podle scénáře Oldřicha Železného režisér Otto Haas. Seriál pojednává o Jakubu Rahnovi, jenž na konci druhé světové války ztratil paměť, která se mu díky lékařskému zákroku po 20 letech vrátí. Rahn je poté přesvědčený, že musí splnit své úkoly z dávné minulosti.

## Příběh
Na konci druhé světové války se v roce 1945 v německém vojenském konvoji, ustupujícím z Československa, nacházel i neznámý zraněný muž v nacistické uniformě. Po zotavení z fyzických zranění byl ve Vídni umístěn do sanatoria, v němž pobýval další dvě desetiletí, neboť utrpěl také ztrátu paměti a netušil, kdo je. Neurochirurg Nowak na něm provede experimentální lékařský zákrok, který je úspěšný: muž si vzpomene, že se jmenuje Jakub Rahn, a začnou se mu vybavovat další vzpomínky z jeho života i z utrpěného šoku, který zapříčinil jeho ztrátu paměti. Uteče únoscům, kteří se jej snaží schovat na druhém konci světa, a vydá se zpět do Československa, neboť je přesvědčen, že je jeho povinností splnit úkoly, které tehdy na konci války jako partyzán a zpravodajský důstojník dostal.

## Obsazení
- Václav Voska jako Jakub Rahn / Erich / Gerhard Wagner, bývalý partyzán a zpravodajský důstojník
- Bohuš Záhorský jako Albert Hönig, vídeňský továrník
- Jiřina Petrovická jako Agatha, řádová sestra a sestra Alberta Höniga
- Felix le Breux jako doktor Nowak, vídeňský neurochirurg
- Vladimír Šmeral jako doktor Becher, vídeňský neurochirurg
- Jiří Holý jako Richard Ohnesorg / Brenner, dodavatel a muž na špinavou práci
- Martin Růžek jako rada Weingarten, vídeňský policejní velitel
- Vladimír Ráž jako komisař Eberhardt, vídeňský policista
- Jan Schánilec jako doktor Kurt Henke, vídeňský lékař
- Otakar Brousek jako plukovník Veleba, pražský policejní velitel
- Petr Kostka jako kapitán Zeman, pražský policista
- Zdeněk Kryzánek jako Josef Homolka, bývalý partyzán
- Vladimír Stach jako Hugo Strnad, bývalý partyzán
- Jorga Kotrbová jako Marie Zábranská, dcera Rahnovy přítelkyně
- Gustav Nezval jako plukovník Jiří Beneš, zpravodajský důstojník a Rahnův přítel
- Bohumil Šmída jako generál, velitel československé kontrarozvědky
- Ladislav Pešek jako plukovník Rejsek, zpravodajský důstojník ve výslužbě, bývalý Rahnův nadřízený

## Produkce
Autory námětu Rozsudku, prvního seriálu Československé televize dobrodružného charakteru a pokusu pro nejširší diváctvo, jsou Jaroslav Šikl a Josef Šilhavý, scénář napsal Oldřich Železný. Režisér Otto Haas si do hlavní role Jakuba Rahna vybral Václava Vosku. Hudbu složil Luboš Fišer a pod vedením Štěpána Koníčka ji nahrál Filmový symfonický orchestr. Pro Československou televizi produkoval seriál Krátký film Praha.
Natáčení probíhalo v roce 1970, v červenci toho roku filmaři točili v jižních Čechách, konkrétně na hraničním přechodu v Českých Velenicích. V plánu byly i exteriéry v Suchdole nad Lužnicí a v Třeboni. Vysílání pořadu bylo předpokládáno v prosinci 1970. V listopadu 1970 probíhaly na seriálu dokončovací práce.
Souběžně se seriálem vydalo v roce 1971 nakladatelství Magnet románové zpracování příběhu od Jaroslava Šikla s názvem Já, Jakub Rahn.

## Vysílání
Seriál Rozsudek uvedla Československá televize na II. programu v únoru a březnu 1971. První díl měl premiéru 16. února 1971, další následovaly v týdenní periodě, takže závěrečná šestá část byla odvysílána 23. března 1971. Seriál byl zařazen do večerního vysílání v hlavním vysílacím čase, začátky jednotlivých dílů o délce od 39 do 47 minut se pohybovaly v rozmezí 20.00–20.20 hod.

### Seznam dílů
| Č. v seriálu | Název         | Režie     | Scénář          | Datum premiéry  |
| ------------ | ------------- | --------- | --------------- | --------------- |
| 1            | Ztráta paměti | Otto Haas | Oldřich Železný | 16. února 1971  |
| 2            | Únos          | Otto Haas | Oldřich Železný | 23. února 1971  |
| 3            | Soudce        | Otto Haas | Oldřich Železný | 2. března 1971  |
| 4            | Pátrání       | Otto Haas | Oldřich Železný | 9. března 1971  |
| 5            | Vrah          | Otto Haas | Oldřich Železný | 16. března 1971 |
| 6            | Smysl života  | Otto Haas | Oldřich Železný | 23. března 1971 |

## Přijetí
Ve své publikaci Seriály od A do Z uvedl v roce 2009 Jiří Moc, že seriál Rozsudek byl v jeho době již trochu „papírový“, ale i přes ideologický podtext, který však nebyl divákům příliš na očích, využili tvůrci pořadu „dramatické momenty k vytvoření napínavých detektivek“.